# Демпфер рискання
Демпфер рискання або амортизатор рискання або система збільшення стійкості (англ. stability augmentation system (SAS)) — це система, яка використовується для покращення стійкості по курсу літального апарата, тобто для гасіння (або зменшення) небажаних тенденцій до коливань у вигляді повторюваних поворотів і рискань,— явища, відомого як голландський крок. Велика кількість сучасних літаків, як реактивних, так і гвинтових, оснащені такими системами.
Демпфер (нім. Dämpfer «глушник, амортизатор», нім. dämpfen «заглушувати») — пристрій для гасіння (демпфування) або запобігання коливанням, що виникають у машинах, приладах, системах або спорудах під час їх роботи.
Використання демпфера рискання забезпечує кращу якість польоту, автоматично запобігаючи небажаним коливанням крену та рискання, а також зменшує навантаження на пілота. На деяких літаках обов'язковим є активація демпфера рискання під час польоту вище заданої висоти; декілька авіалайнерів було визнано небезпечними для польотів без активного демпфера рискання.

## Дизайн
Система демпфера рискання літака складається з кількох акселерометрів і датчиків, які відстежують рискання літака; вони електронно з'єднані з бортовим комп'ютером, котрий обробляє ці вхідні дані та автоматично керує приводами, підключеними до керма. По суті, ці дії схожі на компенсаційний вплив на педалі самим пілотом, за винятком того, що вони автоматизовані. Рухи керма рискання, створені демпфером, заспокоюють літак, допомагаючи екіпажу підтримувати стабільний політ.
Основна мета амортизатора рискання — полегшити пілотування літального апарата, усунувши необхідність для пілота активно протидіяти таким тенденціям. Ефективний демпфер рискання може взагалі прибрати необхідність для пілота впливати на педалі рискання під час поворотів на ряді літальних апаратів, включаючи реактивні.
Деякі літаки, такі як Boeing 727 і авіалайнери Vickers VC10, оснащені декількома системами амортизації рискання, оскільки їхня робота вважається критичною для безпеки польотів.
Однак демпфер рискання не перешкоджає та не зменшує навмисне (наприклад, ініційоване пілотом) рискання, оскільки це заважатиме звичайним поворотам та іншим типовим маневрам, які очікується від літака. Система призначена для протидії випадковим і хаотичним рисканням, які можна охарактеризувати як заноси або ковзання. На одномоторних літаках система особливо корисна для усунення тенденції до руху «риб'ячого хвоста», згладження рухів вертикального стабілізатора вліво-вправо, підвищення комфорту під час руху. Це також особливо корисно на літаках зі стрілоподібним крилом, особливо на тих, що використовують Т-подібну хвостову конфігурацію; без активної системи демпфера повороту, ці типи літальних апаратів вразливі до явища голландського кроку, коли повороти можуть призвести до серії повторюваних штопороподібних коливань, які потенційно можуть вирости до надмірних рівнів, якщо їм ефективно не протидіяти.
Демпфер рискання зазвичай відключається на рівні землі та включається незабаром після зльоту; активне гасіння рискання під час зльоту потенційно може замаскувати серйозні проблеми, такі як відмова двигуна. Крім того, система зазвичай відключається перед приземленням, оскільки вона може перешкоджати керуванню пілотом у критичний момент приземлення.
На кількох сучасних літальних апаратах, які оснащені амортизатором рискання, ці системи вмикаються автоматично, коли літальний апарат перевищить задану висоту (наприклад, 200 футів); старіші літаки зазвичай мають можливість вручну активувати цю функцію. Пілоти, які звикли керувати літаками з амортизаторами повороту, повинні бути особливо уважними при переході на літаки, у яких немає таких систем. Стало звичним для таких систем пов'язуватися з іншими елементами авіоніки літака, що дозволяє йому взаємодіяти з іншими функціями, такими як автопілот.
Функціональність демпфера рискання може бути легко змодельована різними програмними пакетами, такими як Matlab.

## Пов'язані катастрофи та інциденти

### Катастрофа Ту-134 в Донецьку
25 травня 1984 року на західній околиці Донецька впали фрагменти після руйнування у повітрі літака Ту-134Ш Військово-повітряних сил СРСР; внаслідок катастрофи загинули всі 7 осіб що були на борту. Спочатку виникло припущення про те, що катастрофа трапилась внаслідок несприятливих погодних умов.
Рейс на висоті 4200 метрів з приладовою швидкістю 500 км/год обходив грозові фронти, коли несподівано виникло значне бічне розгойдування по рисканню та крену. За даними параметричного бортового самописця МСРП-12-96, вертикальне перевантаження коливалося від −1,9 G до +3,6 G, бічне — від −0,8 G до +1,25 G, а кутова швидкість рискання — від −16° до +21° за секунду. При цьому руль висоти відхилявся від −6,6° до +5,2°, руль напряму — від −11° до +19°, а елерони в межах 6—8°. Періодичність між коливаннями становила 4,5 секунди. Літак вийшов на кут ковзання до 23°, при цьому швидко знижуючись. Через 38 секунд на висоті 2750 метрів літак, що вже розігнався до приладової швидкості 610 км/год, почав розвалюватись на частини.
Після ретельного розслідування з'ясувалось, що причиною була несправність в електропроводці. При виконанні регламентного обслуговування, за кілька років до катастрофи, були переплутані кабелі в одній з резервних систем, внаслідок чого, окрім відмови кількох приладів виник несподіваний ефект, — демпфер рискання замість гасіння коливань почав працювати в протифазі до бажаного впливу, тобто не гасив коливання, які виникли, а довів їх амплітуду до критичної, що і стало причиною катастрофи.